# Jorge Moreira da Silva
Jorge Manuel Lopes Moreira da Silva (né le 24 avril 1971) est un ingénieur et homme politique portugais du Parti social-démocrate, directeur exécutif du Bureau des Nations Unies pour les services d'appui aux projets (UNOPS) depuis 2023.
Au cours de sa carrière politique en tant qu'élu, Moreira da Silva est député au Parlement portugais et député européen. Entre 2003 et 2005, il est secrétaire d'État à la Science et à l'Enseignement supérieur sous le Premier ministre José Manuel Durão Barroso et secrétaire d'État à l'Environnement et à l'Aménagement du territoire sous le Premier ministre Pedro Santana Lopes. Il devient ensuite ministre de l'Environnement, de l'Aménagement du territoire et de l'Énergie de 2013 à 2015 dans les gouvernements dirigés par Pedro Passos Coelho. De 2016 à 2022, il est directeur de la Direction de la coopération pour le développement de l'OCDE.

## Carrière politique
De 1995 à 1998, Moreira da Silva est le président de la Jeunesse Social Démocrate, l'organisation de jeunesse du PSD. Il est également le fondateur (2011) et président du groupe de réflexion basé à Lisbonne Plataforma para o Crescimento Sustentável - Plateforme pour une croissance durable.
En tant que député européen de 1999 à 2003, Moreira da Silva siège à la commission de l'environnement, de la santé publique et de la politique des consommateurs. À ce titre, il est rapporteur sur le changement climatique et sur l'accord politique sur la directive européenne sur le système d'échange de quotas d'émission de gaz à effet de serre en 2003,.
Moreira da Silva est secrétaire d'État à la Science et à l'Enseignement supérieur du XVe gouvernement dirigé par le Premier ministre José Manuel Durão Barroso de 2003 à 2004, puis secrétaire d'État à l'Environnement et à l'Aménagement du territoire dans le XVIe gouvernement dirigé par le Premier ministre Pedro Santana Lopes de 2004 à 2005.
En avril 2010, Moreira da Silva est élu vice-président du conseil national du Parti social-démocrate et entre 2012 et 2016, il est premier vice-président et coordinateur permanent du Parti social-démocrate, présidé par Pedro Passos Coelho.
En tant que ministre de l'Environnement, de l'Aménagement du territoire et de l'Énergie, de 2013 à 2015, Moreira da Silva est responsable des réformes structurelles du secteur de l'énergie, de l'eau, des déchets, de l'aménagement du territoire et du logement au Portugal. Sous sa direction, le Portugal adopte une réforme globale de la fiscalité verte et l’Engagement portugais pour une croissance verte.
Durant son mandat de ministre, il mène également la réforme du secteur des services d'eau, la réforme de l'aménagement du territoire, la démolition des constructions illégales sur le littoral, et la réintroduction du lynx ibérique.

## Carrière dans les organisations internationales
De 2009 à 2012, Moreira da Silva est conseiller principal en finances environnementales et responsable de programme pour le financement innovant du changement climatique au Bureau de développement des politiques du Programme des Nations unies pour le développement (PNUD), où il travaille sur les négociations sur le changement climatique post-2012, sur l’établissement de stratégies de financement innovantes sur le changement climatique et l’énergie, et sur le développement de mécanismes de marché liés au changement climatique.
En tant que directeur de la Direction de la coopération pour le développement de l'OCDE, de 2016 à 2022, Moreira da Silva dirige le secrétariat du Comité d'aide au développement (CAD).
Durant son mandat, l'Aide publique au développement (APD) atteint des sommets historiques successifs en 2020 (161 milliards USD) et 2021 (185 milliards USD) et il dirige la conception et la négociation de nouvelles normes du CAD. Il dirige également le développement d’un nouvel outil de mesure du financement du développement, le soutien public total au développement durable (SPTDD).
En avril 2022, Moreira da Silva annonce son départ de l'OCDE et sa candidature au poste de président du PSD. Lors du vote, il est battu par Luís Montenegro qui remporte tous les districts du pays.
En 2023, Secrétaire général des Nations unies, António Guterres, nomme Moreira da Silva au poste de Directeur exécutif du Bureau des Nations unies pour les services d'appui aux projets (UNOPS) avec le rang de Secrétaire général adjoint des Nations Unies.